# Bluesman
Bluesman är den svenske bluesmusikern Rolf Wikströms åttonde studioalbum som soloartist, utgivet på skivbolaget MNW 1983. Skivan utgavs på nytt 1990 med bonuslåtar.

## Låtlista
Där inte annat anges är låtarna skrivna av Rolf Wikström.

### 1983 års version
1. "Bluesman"
2. "Vargen är död"
3. "När jag ramla' och slog mig"
4. "Natten faller"
5. "Jorden är ett dårhus" ("Danger Zone", Percy Mayfield)
6. "Sluta upp att ge mig skulden"
7. "Bedragen och besviken" ("Double Trouble", Otis Rush)
8. "Fallna änglar"

### 1990 års version
1. "Bluesman"
2. "Vargen är död"
3. "När jag ramla' och slog mig"
4. "Natten faller"
5. "Jorden är ett dårhus" ("Danger Zone", Percy Mayfield)
6. "Sluta upp att ge mig skulden"
7. "Bedragen och besviken" ("Double Trouble", Otis Rush)
8. "Fallna änglar"
9. "62-års Amazon"
10. "Lathund"
11. "Allihop"
12. "Honungsbi" (musik: Eddie Schuler, text: Rolf Wikström)
13. "Livet är ett gapskratt"
14. "Som vattnet flyter i floden"

## Medverkande
- Ulf Adåker – trumpet
- Christer Eklund – tenorsax
- Björn Hamrin – munspel
- Kristoffer Hansén – bas
- Thomas Jutterström – elorgel
- Ali Lundbohm – trummor
- Lasse Olofsson – piano
- Rolf Wikström – sång, gitarr

### Fotnoter
1. 1 2  ”Bluesman”. Svensk mediedatabas. Arkiverad från originalet den 14 februari 2019. https://web.archive.org/web/20190214002659/https://smdb.kb.se/catalog/search?q=Rolf+Wikstr%C3%B6m&x=0&y=0. Läst 8 januari 2013.